# Bendōwa
Bendōwa, japonais : (辨道話), « Entretiens sur la pratique de la Voie », est un fascicule du Shōbōgenzō (« Le Trésor de l'Œil de la Vraie Loi »), le chef-d'œuvre de Dōgen (1250-1253), fondateur de l'école zen Sōtō. Bendōwa est un manifeste doctrinal qu'on a pu considérer comme le prologue du Shôbôgenzô, bien que ce point de vue ne soit pas partagé par tous les chercheurs puisque le texte se trouve en réalité dans un ensemble de cinq chapitres supplémentaires de l'édition du Shôbôgenzô, et qu'il ne fait partie ni de l'édition en 75 chapitres (Kyûsô) ni des douze textes de ce qu'on appelle la « nouvelle édition » (Shinsô).

## Titre et histoire du texte
Bendōwa (辨道話) est composé de trois kanjj : 辨 (ben : parler), 道 (dō : substantif : voie, ou verbe : dire), 話 (wa : substantif : propos, ou verbe : causer) chacun d'eux ayant aussi le sens de « parler », ce qui correspond au caractère dialogique de la plus grande part de ce texte.

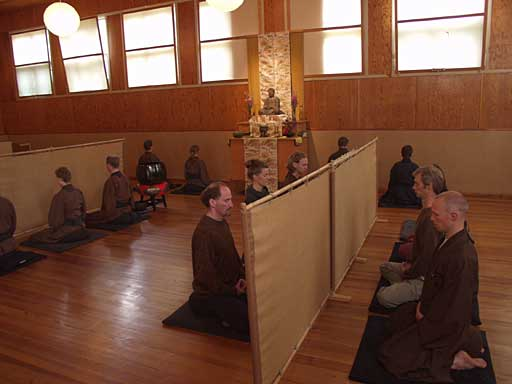
Pratiquants durant zazen.

Le chapitre « Bendôwa » occupe une place à part dans le Shôbôgenzô : il s'agit d'un opuscule qui a été longtemps oublié, puisqu'on ne le trouve ni dans l'édition en 75 chapitres (Kyûsô) ni dans celle de la « nouvelle édition » en douze textes (Shinsô). Il apparaît pour la première fois, tardivement durant l'ère Genroku (1688-1704) de la période Edo, dans le Shôbôgenzô en 95 chapitres édité par Kôzen, trente-cinquième patriarche de Eihei-ji,.

## Présentation

### Contexte
On peut considérer le texte comme un manifeste doctrinal (dont les idées seront développées dans le Shôbôgenzô) composé au temple An'yôin en 1231 par Dôgen. Celui-ci vient de passer cinq ans en Chine, où il a étudié le zen selon l'école Caodong auprès du maître chinois Rujing (jap. Nyojô). À son retour, en 1227, il séjourne tout d'abord à Kyoto, au temple de Kennin-ji, mais l'endroit ne convient pas vraiment à son projet: transmettre l'enseignement de Bouddha tel qu'il l'a reçu de Nyojô, et qui diffère du style zen rinzai alors en cours au Japon. Il quitte donc Kennin-ji en 1230, et séjourne dans un temple aux environs de Kyoto: 

« (...) au début de l'ère Shôtei [1227], sous la grande dynastie des Song, je retournai dans mon pays. Aussitôt je ne désirai qu'y répandre la Loi pour le salut des êtres. C'est comme si je portais un lourd fardeau sur mes épaules. Cependant, puisque j'attendais le moment de prendre mon essor, je voulus mettre de côté ce désir de répandre la Loi et aller entendre justement le vent des anciens sages en menant pour un temps une vie de nuages éphémères et d'herbes flottantes »

C'est donc une période intermédiaire entre son retour au Japon et la fondation du Kosho-ji en 1233, et ce texte marque le début de son enseignement, dont il annonce les principaux thèmes en prenant ses distances avec les autres écoles.

### Le texte
Cet opuscule peut se diviser en trois parties : la première est autobiographique et offre le récit de la quête de l'éveil de Dôgen qui l'a conduit en Chine, et de l'enseignement qu'il y a trouvé, ainsi que les principaux thèmes qui constitueront sa doctrine. La partie centrale, la plus longue, est constituée de dix-huit questions et réponses sur plusieurs de ces thèmes; il s'agit de dialogues fictifs qui permettent de répondre aux interrogations et aux doutes d'un pratiquant débutant. Dans la partie finale, Dôgen exhorte ses lecteurs — moines, nonnes et laîcs — à pratiquer avec assiduité, et à mener, eux aussi, une « vie de nuages éphémères et d'herbes flottantes » pour l'étude de la Voie.
Bernard Faure signale une interprétation selon laquelle l'opuscule serait en fait le compte-rendu d'un débat (de telles joutes oratoires sont typiques du Chan) à propos de la doctrine de l'école de Daruma-shû, entre Dôgen et Ejô, qui se ralliera ensuite à Dôgen et deviendra son principal disciple. Le débat portait sur un des thèmes essentiels du Daruma-shu: « L'esprit en tant que tel est Bouddha » .

### Thèmes
Yoko Orimo relève que l'on trouve dans ce texte la plupart des grands thèmes que Dôgen développera par la suite: la critique de l'appellation « école zen (jap. zen-shu) » (question V); l'unité de l'Éveil et de la pratique (question VII); l'identité entre le cycle des naissances et des morts (le samsara) et le nirvana (question X); la possibilité, pour le monde non monastique et les femmes, d'obtenir la Loi du Bouddha (questions XIII et XIV); le caractère secondaire de la culture japonaise par rapport à la culture chinoise (question XVIII).

## Enseignement
Formé au sein de deux cultures, Dôgen est conscient que la culture japonaise est seconde par rapport à la culture chinoise. Celle-ci prédominera largement dans le Shôbôgenzô, qui ne contient aucune citation de texte japonais, et cite près de deux cent personnages (maîtres, patriarches) chinois et indiens et seulement trois maîtres japonais. Il le précise même explicitement : « Nous, les vulgaires, ne sommes pas nés sur la terre du Milieu ni ne voyons la fleur du Milieu (...) de plus, notre pays est une rive perdue au diable ». Pourtant, le Shôbôgenzô est rédigé dans la langue vernaculaire alors que le chinois était la langue officielle.
On l'a dit, dans ce texte à caractère doctrinal, Dôgen aborde la plupart des thèmes qu'il développera ensuite dans les fascicules du Shôbôgenzô. Cependant, il développe particulièrement le thème du caractère indissociable de l'Éveil et de la pratique (c'est-à-dire zazen, la méditation assise — ou shikantaza), qui est généralement considéré comme l'une des contributions essentielles de Dôgen à la pensée bouddhique. Zazen n'est donc pas simplement un autre style de méditation: c'est l'Éveil lui-même. Dôgen présente zazen comme la voie originelle du Bouddha historique et des Patriarches.
Dôgen s'écarte du quiétisme et du subitisme du chan classique : il ne faut s'attacher ni à l'« Éveil originel » ni à la « pratique merveilleuse » (à savoir zazen) comme à des choses en soi, la vraie Loi impliquant l'unité dynamique, sans fixité, de la pratique et de l'Éveil. L'éveil foncier (la « nature-de-Bouddha ») n'existe qu'en s'actualisant par la pratique : pratique et satori forment une unité, l'exercice de la Voie est le tout de l'« évidence originaire », c'est pourquoi, même si l'on initie les novices à la vigilance par la pratique, on leur enseigne à ne pas se représenter l'attente du satori en dehors de la pratique.